# Платон Скуликидис
Платон (на гръцки: Πλάτων) е гръцки духовник, митрополит на Вселенската патриаршия.

## Биография
Роден е в 1806 година във Василеонико на Хиос със светското име (Σκουλικίδης). Като малък отива на Сирос при чичо си епископ Даниил Сироски и там учи при Неофитос Вамвас. След завръщането си в Хиос той служи три години като архидякон на митрополит Софроний Хиоски (1839 - 1855). След това той отива в Цариград, където служи като ефимерий на енория „Успение Богородично Мраморно“, а след това в „Свети Йоан Хиоски“ в Галата. Патриарх Йоаким II Константинополски по време на първото си управление (1860 - 1863 г.) го назначава в патриаршеския съд и го повишава във велик протосингел. На 2 март 1863 година е ръкоположен за визенски митрополит. Ръкопологането е извършено от патриарх Йоаким II, подкрепен от митрополитите на Паисий Ефески, Стефан Лариски, Софроний Артенски, Хрисант Смирненски, Мелетий Митилински, Доротей Димитриадски, Дионисий Мелнишки. През април 1877 година заминава за Цариград, за да се лекува. Умира в Цариград на 27 юли 1877 година от апоплектичен удар.